# Мирная Долина (Донецкая область)
Ми́рная Доли́на (укр. Мирна Долина) — село в Александровской поселковой общине Краматорского района Донецкой области Украины.

## Общие сведения
Население по переписи 2001 года составляло 464 человека. Почтовый индекс — 84051. Телефонный код — 6269.